# 1687
1687 (MDCLXXXVII) je bilo navadno leto, ki se je po gregorijanskem koledarju začelo na sredo, po 10 dni počasnejšem julijanskem koledarju pa na soboto.

## Dogodki
- 5. julij - Isaac Newton izda svoje delo Matematična načela naravoslovja (Philosophiae naturalis principia mathematica), v katerem postavi temelje mehanike
- Turki zapustijo Hrvaško in Slovenijo
- Sulejman III. postane otomanski cesar.

## Smrti
- 28. januar - Johannes Hevel, poljski astronom (* 1611)
- 19. marec - René Robert Cavelier, Sieur de La Salle, francoski trgovec, raziskovalec (* 1643)
- 1. september - Henry More, angleški filozof (* 1614)
- 13. oktober - Geminiano Montanari, italijanski astronom (* 1633)